# 亚洲和大洋洲交易所联合会
亚洲和大洋洲证券交易所联合会（英語：Asian and Oceanian Stock Exchanges Federation）由19个证券交易所组成，成立于1982年，是一个非正式组织，最初称为东亚证券交易所会议（英語：East Asian Stock Exchanges Conference）。最初构想为促进亞太地区之间更紧密联系、交流与合作的组织。

## 会员[4]
- 澳大利亚证券交易所
- 香港交易所
- 胡志明市证券交易所
- 印尼证券交易所
- 韩国交易所
- 馬來西亞股票交易所
- 孟买证券交易所
- 蒙古证券交易所（英语：Mongolian Stock Exchange）
- 印度国家证券交易所
- 新西兰证券交易所
- 大阪证券交易所
- 菲律宾证券交易所
- 上海证券交易所
- 深圳证券交易所
- 新加坡交易所
- 中華民國證券櫃檯買賣中心
- 台湾证券交易所
- 泰国证券交易所
- 东京证券交易所

## 外部連結
- 亞洲和大洋洲證券交易所聯合會